# زنیت الکترونیکس
زنیت الکترونیکس (انگلیسی: Zenith Electronics) شرکت الکترونیک آمریکایی است، که در سال ۱۹۱۸ تأسیس شد.